# Grallaire à nuque grise
Grallaria griseonucha
Espèce
Statut de conservation UICN

 LC  : Préoccupation mineure
La Grallaire à nuque grise (Grallaria griseonucha) est une espèce d'oiseaux de la famille des Grallariidae.

## Description
L'adulte mesure environ 16 cm. 

## Répartition
Cette espèce est endémique du Venezuela.

## Habitat
Son habitat naturel est subtropical ou des forêts tropicales humides. 

## Sous-espèces
Selon la classification de référence du Congrès ornithologique international (version 10.2, 2020) :
- Grallaria griseonucha tachirae Zimmer, JT & Phelps, 1945 de l'Ouest du Venezuela ;
- Grallaria griseonucha griseonucha Sclater, PL & Salvin, 1871 du Nord-Ouest du Venezuela.